# Compost Records
Compost Records es un sello disquero alemán fundado por Michael Reinboth en 1994. La etiqueta evolucionó en sus 15 años de existencia de una pequeña empresa impulsada por un solo hombre desde su dormitorio a un verdadero negocio creativo con amplias oficinas en el este de Múnich, Alemania. 
Hoy el sello posee un catálogo cercano a los 30 artistas exclusivos y alrededor de 60 proyecto no exclusivos, más de 350 producciones, que incluyen 100 CD y 250 álbumes en vinilo. Además de otros trabajos en cinco sellos subsidiarios: Drumpoet Community, Angora Steel, Compost Black Label actualmente en funcionamiento, mientras que los subsellos creados antes del año 2000, Compose, Jazzanova Compost Records (JCR) y Compute están actualmente inactivos, pero Compost sigue manteniendo este catálogo descontinuado.
Una de las producciones más famosas del sello alemán son una serie de 11 compilados de artistas de Nu Jazz llamados "Future Sounds Of Jazz" (Vol. 1-11). Estos compilados son referencias de la música electrónica de vanguardia, los cuales han sido premiados por diversas publicaciones como las mejores recopilaciones de temas. En particular los álbumes V.A. “Future Sounds Of Jazz” y V.A. “Gluecklich” fueron elegidos entre los mejores por las revistas “Mix Mag, “Groove”, “The Face” y “Jockey Slut”.

## Artistas
- Christian Prommer
- Rainer Trüby
- Roland Appel
- Ben Mono
- Muallem
- Dplay
- Manuel Tur
- Motor City Drum Ensemble
- TJ Kong & Nuno Dos Santos
- Zwicker
- Matt Flores
- Phreek Plus One
- Beanfield
- Wagon Cookin'
- Shahrokh
- Alex Attias
- Thomas Herb
- Eddy Meets Yannah
- Florian "Partykeller" Keller
- Dj Sepalot
- Michael "Soulpatrol" Rütten
- Marbert Rocel
- Karma
- Kyoto Jazz Massive
- Marsmobil
- Koop
- Robert Owens
- Jay Shepheard
- Trüby Trio
- Martin Peter
- Crackwhore Society
- Alif Tree
- Minus 8
- Ogris Debris
- Siri Svegler